# Gotthard Handrick
Gotthard Handrick (n. 25 octombrie 1908, Zittau, Regatul Saxoniei, Germania – d. 30 mai 1978, Ahrensburg, Republica Federală Germania, Germania) a fost un atlet olimpic și pilot german de vânătoare în timpul Războiului Civil Spaniol și al celui de-al Doilea Război Mondial.

## Carieră
Handrick a câștigat medalia de aur în proba de pentatlon modern la Jocurile Olimpice de Vară de la Berlin din 1936. A luptat apoi ca pilot de vânătoare în Războiul Civil Spaniol și a susținut că a obținut 5 victorii aeriene în timp ce zbura pentru Legiunea Condor, doborând un I-15 pe 9 septembrie 1937 și un I-16 pe 18 mai 1938.
În iulie 1937 Handrick a fost numit comandant al grupei Jagdgruppe 88 (18 iulie 1937 - 10 septembrie 1938) și a preluat comanda grupei I./JG 26 (1 mai 1939 - 23 iunie 1940) după întoarcerea sa din Spania în 1938. La 24 iunie 1940 maiorului Handrick i s-a încredințat comanda escadrilei Jagdgeschwader 26, iar comandant al grupei I./JG 26 a devenit căpitanul Kurt Fischer. În octombrie 1940 el a fost numit la comanda grupei III/JG 52 care a fost trimisă în România (Pipera) pentru instruirea piloților români de vânătoare. În iunie 1941 Handrick a fost numit comandant al escadrilei JG 77. În timp ce se afla pe Frontul de Est a susținut că a doborât un MiG-3 pe 29 septembrie 1943 și un Pe-2 pe 22 octombrie 1941.
În timpul celui de-al Doilea Război Mondial a fost decorat cu Crucea Germană de aur la 17 octombrie 1943. În mai 1942 locotenentul-colonel Handrick a fost transferat la comanda escadrilei JG 5 care desfășura misiuni de luptă în Norvegia și Rusia de Nord. Din iunie 1943 până în iunie 1944 a fost comandant al unității de vânătoare Jagdfliegerführer Ostmark, apoi cu gradul de colonel (Oberst) a devenit comandant al Diviziei 8 Vânătoare (8. Jagddivision) din Austria până la sfârșitul războiului. După război a lucrat ca reprezentant al Daimler-Benz la Hamburg.

## Decorații
- Ordinul „Virtutea Aeronautică” de război cu spade, clasa Ofițer (11 octombrie 1941) pentru că „a condus în foarte bune condițiuni operațiunile Flotilei, având 61 ieșiri la inamic”[10]
- Crucea Germană de aur (17 octombrie 1943)[8]